# Caligo micans
Caligo micans är en fjärilsart som beskrevs av Johannes Karl Max Röber 1904. Caligo micans ingår i släktet Caligo och familjen praktfjärilar. Inga underarter finns listade i Catalogue of Life.